# Melvin Van Peebles
(Melvin Van Peebles, riguardo a Sweet Sweetback's Baadasssss Song)
Melvin Van Peebles (nato Melvin Peebles; Chicago, 21 agosto 1932 – New York, 21 settembre 2021) è stato un attore, sceneggiatore, regista, produttore cinematografico, compositore, montatore, pittore, giornalista e scrittore statunitense.
È considerato il fondatore del genere blaxploitation, grazie al suo film Sweet Sweetback's Baadasssss Song, diretto nel 1971. Ha aperto la strada ad autori afroamericani quali Spike Lee e John Singleton. È il padre del regista Mario Van Peebles.

## Biografia
Era il figlio di Edwin Griffin, sarto, e Marion Peebles.
Dopo essersi laureato, Van Peebles ha fatto parte per tre anni e mezzo dell'aeronautica statunitense. In seguito ha vissuto per un breve periodo in Messico, dipingendo ritratti, nei Paesi Bassi e a Parigi, dove frequentò la scena underground e collaborò con vari fumettisti. Al suo ritorno negli Stati Uniti Van Peebles decise di diventare regista.
Il suo primo cortometraggio, Sunlight, risale al 1957. Dopo altri due corti, esordì nella regia nel 1968, dirigendo il lungometraggio The Story of a Three-Day Pass (conosciuto anche come La Permission), girato in Francia, che narra di una storia d'amore tra un militare afroamericano in licenza e una ragazza francese, ed è tratto da un romanzo scritto dallo stesso regista.
Nel 1970 debuttò ad Hollywood, girando L'uomo caffelatte, prodotto dalla Columbia Pictures, una commedia grottesca su un uomo bianco che si risveglia nero. Il film non ebbe successo e Van Peebles decise di girare un film indipendente.
Nel 1971 girò tra mille difficoltà Sweet Sweetback's Baad Asssss Song, diventato uno dei film più noti della blaxploitation. Van Peebels curò la regia, il montaggio e la musica, e interpretò il protagonista. È un film politico, uno dei primi, se non il primo, che vede un afroamericano protagonista e vincente. «Volevo fare un film vittorioso, in cui i neri potessero uscire a testa alta», ha dichiarato il regista. Il film inizia con una didascalia eloquente: «Questo film è dedicato a tutti i fratelli e le sorelle che ne hanno abbastanza dell'uomo bianco», mentre al posto del cast viene menzionata la «comunità nera» come protagonista del film. Il film ebbe un successo clamoroso: costato appena 150.000 dollari, ne incassò più di quindici milioni. Nel 2004 il figlio Mario ha diretto un film per la televisione, Baadasssss!, che ripercorre la storia della produzione del film.
Nonostante il successo di questo film, i comportamenti e le dichiarazioni provocatorie di Van Peebles gli resero difficile il seguito della sua carriera. Nel 1973 diresse un musical, Don't Play Us Cheap. Dopo otto anni di assenza, in cui scrisse alcune sceneggiature, nel 1981 scrisse e interpretò, nel ruolo di un magnaccia, una serie televisiva intitolata The Sophisticated Gents, trasmessa dalla NBC. La serie affrontava temi scottanti quali la sessualità esplicita e interrazziale, e l'omosessualità. La serie, però, ebbe uno scarso successo di pubblico.
Negli anni ottanta Van Peebles lavorò esclusivamente come attore, quindi tornò a dirigere un film per il cinema nel 1989, con la commedia drammatica Identity Crisis. Tornò a fare l'attore, interpretando tra l'altro Posse - La leggenda di Jessie Lee, e Panther (sulle Pantere Nere), entrambi diretti dal figlio, Mario.
Nel 1995 tornò alla regia, con il corto fantastico Vrooom Vroom Vrooom, seguito dal thriller Gang in Blue, diretto insieme al figlio, il film a episodi Tales of Erotica, un episodio della serie TV Oltre i limiti, la commedia Le Counte du ventre plein e il corto The Real Deal, girato per la televisione nel 2003, suo ultimo lavoro.

## Filmografia

### Regista
- Sunlight (1957) – cortometraggio
- Three Pickup Men for Herrick (1957) – cortometraggio
- Cinq cent balles (1963) – cortometraggio
- The Story of a Three-Day Pass (conosciuto anche come La Permission) (1968)
- L'uomo caffelatte (Watermelon Man) (1970)
- Sweet Sweetback's Baadasssss Song (1971)
- Don't Play Us Cheap (1973)
- Identity Crisis (1989)
- Vrooom Vroom Vrooom (1995) – cortometraggio
- Gang in Blue (co-regia con Mario Van Peebles) (1996)
- Tales of Erotica (episodio: Vrooom Vroom Vrooom) (1996)
- Oltre i limiti (serie TV) (episodio: Bodies of Evidence) (1997)
- Le Conte du ventre plein (2000)
- The Real Deal (2003) – film TV

### Attore
- L'uomo caffelatte (Watermelon Man) (1970)
- Sweet Sweetback's Baadasssss Song (1971)
- The Sophisticated Gents (1981) – serie TV
- Non giocate con il cactus (O.C. and Stiggs) di Robert Altman (1985)
- America, regia di Robert Downey Sr. (1986)
- Taking Care of Terrific, regia di Jim Purdy (1987)
- Lo squalo 4 - La vendetta (Jaws: The Revenge), regia di Joseph Sargent (1987)
- Sonny Spoon (1988) – serie TV
- Identity Crisis (1989)
- L'ispettore Tibbs (In the Heat of the Night) (1990) – serie TV
- Cambio d'identità (True Identity), regia di Charles Lane (1991)
- Il principe delle donne (Boomerang), regia di Reginald Hudlin (1992)
- Posse - La leggenda di Jessie Lee (Posse), regia di Mario Van Peebles (1993)
- Dream On (1994)
- Terminal Velocity, regia di Deran Sarafian (1994)
- Il ritorno di Kenshiro (Fist of the North Star), regia di Tony Randel (1995)
- Panther, regia di Mario Van Peebles (1995)
- Gang in Blue (1996)
- Living Single (1996) – serie TV
- Calm at Sunset, regia di Daniel Petrie (1996) – film TV
- Homicide (Homicide: Life on the Street) (1997) – serie TV
- Shining (1997) – miniserie TV
- Riot, regia di Richard Di Lello e David C. Johnson (1997) – film TV
- Love Kills, regia di Mario Van Peebles (1998)
- Smut di David Wendell (1999)
- Time of Her Time, regia di Francis Delia (1999)
- Antilles sur Seine, regia di Pascal Légitimus (2000)
- Jim Brown: All-American, regia di Spike Lee (2001) – documentario
- Baltimore, regia di Isaac Julien (2003)
- The Hebrew Hammer, regia di Jonathan Kesselman (2003)
- Baadasssss!, regia di Mario Van Peebles (2004)
- Girlfriends (2005) – serie TV
- Blackout, regia di Jerry LaMothe (2007)

### Sceneggiatore
- Sunlight, regia di Melvin Van Peebles (1957)
- Three Pickup Men for Herrick (1957)
- Cinq cent balles (1963)
- The Story of a Three-Day Pass (1968)
- Slogan, regia di Pierre Grimblat (1969)
- Sweet Sweetback's Baadasssss Song (1971)
- Don't Play Us Cheap (1973)
- Just an Old Sweet Song, regia di Robert Ellis Miller (1976) – film TV
- Greased Lightning, regia di Michael Schultz (1977)
- The Sophisticated Gents (1981) – serie TV
- CBS Schoolbreak Special (1987) – serie TV
- Vrooom Vroom Vrooom (1995)
- Panther, regia di Mario Van Peebles (1995)
- Classified X, regia di Marc Daniels (1998) – film TV
- Le Conte du ventre plein (2000)
- Baadasssss, regia di Mario Van Peebles (2004)

## Doppiatori italiani
Nelle versioni in italiano delle opere in cui ha recitato, Melvin Van Peebles è stato doppiato da:
- Gianni Vagliani in Cambio d'identità
- Angelo Nicotra ne Il ritorno di Kenshiro
- Antonio Paiola in Shining